# Effet utile
Unter effet utile (Effizienzgebot, französisch ‚nützliche/praktische Wirkung‘) versteht man im Völkerrecht den Grundsatz, eine Norm so auszulegen und anzuwenden, dass das Vertragsziel am besten und einfachsten erreicht werden kann. Dieser Grundsatz ist durch das Wiener Übereinkommen über das Recht der Verträge allgemein anerkannt. Der Grundsatz ist auch bekannt als ut res magis valeat quam pereat oder favor contractus.
Das Argument des effet utile spielt vor allem bei der Anwendung des europäischen Rechts eine große Rolle. Der Europäische Gerichtshof hat in mehreren Entscheidungen klargestellt, dass das Unionsrecht dem nationalen Recht vorgeht. Wenn das nationale Recht unterschiedlich ausgelegt werden kann, ist grundsätzlich die Auslegung vorzuziehen, bei der sich das Unionsrecht am besten und wirkungsvollsten durchsetzt. Der effet-utile-Grundsatz ist in Art. 4 Abs. 3 EUV verankert.

Beispiel: 

„Grundsätzlich hat eine Behörde bei der Entscheidung über die Rücknahme eines rechtswidrigen Verwaltungsakts Ermessen, vgl. § 48 Abs. 1 S. 1 VwVfG. Verstößt der Verwaltungsakt jedoch gegen EU-Recht, so ist das Ermessen wegen des effet-utile-Grundsatzes auf Null reduziert, weil die behördliche Ermessensausübung die wirksame Durchsetzung des EU-Rechts verhindern könnte.“

Neben dem Grundsatz des effet utile spielt die Implied-Powers-Doktrin eine ähnlich starke Rolle bei der Auslegung internationalen Rechts.